# Giải Maurice Genevoix của Viện hàn lâm Pháp
Giải Maurice Genevoix của Viện hàn lâm Pháp (tiếng Pháp: Prix de l'Académie française Maurice-Genevoix) là một giải thưởng văn học hàng năm của Viện hàn lâm Pháp được thành lập năm 2004.
Giải này dành cho một tác phẩm minh họa những giá trị đạo đức và nhân bản đã hướng dẫn Maurice Genevoix – thư ký vĩnh viễn của Viện hàn lâm Pháp – trong cuộc sống và trong các tác phẩm của ông. 

## Những người đoạt giải
- 2004: Daniel Maximin, tác phẩm Tu, c'est l'enfance
- 2005: Stéphane Audeguy, tác phẩm La Théorie des nuages
- 2006: Brina Svit, tác phẩm Un cœur de trop
- 2007: Jacques Godbout, tác phẩm La Concierge du Panthéon
- 2008: Marie Didier, tác phẩm Morte-saison sur la ficelle et autres récits
- 2009: Pierre Oster, tác phẩm Pratique de l'éloge
- 2010: Kenneth White, tác phẩm Les Affinités extrêmes
- 2011: Alain Borer, tác phẩm Le Ciel et la Carte. Carnet de voyage dans les mers du Sud à bord de La Boudeuse
- 2012: Thierry Laget, tác phẩm La Lanterne d'Aristote
- 2013: Jean-Loup Trassard, tác phẩm L'Homme des haies